# Omega Lupi
Désignations
ω Lup A : Gaia DR3 6001701610563428224

Omega Lupi (en abrégé ω Lup) est une étoile binaire de la constellation australe du Loup. Elle est visible à l'œil nu avec une magnitude apparente de 4,33, comme une étoile rougeâtre juste au sud de Gamma Lupi. D'après la mesure de leurs parallaxes annuelles par le satellite Gaia, les deux étoiles sont distantes d'environ ∼ 213 a.l. (∼ 65,3 pc) de la Terre,. Elles se rapprochent du Système solaire à une vitesse radiale de −6 km/s.
Sa composante primaire, désignée Omega Lupi A, est une étoile géante rouge évoluée de type spectral K3III. Elle est 167 fois plus lumineuse que le Soleil. Son compagnon, Omega Lupi B, est une étoile de magnitude 11,16 et d'une température de surface de 4 480 K. En 2016, elle était située à une distance angulaire de 11,8 secondes d'arc et à un angle de position de 30° de Omega Lupi A.